# Andocs
Andocs là một thị trấn thuộc hạt Somogy, Hungary. Thị trấn này có diện tích 43,27 km², dân số năm 2010 là 1115 người, mật độ 26 người/km².